# Xyletobius stebbingi
Xyletobius stebbingi là một loài bọ cánh cứng thuộc họ Ptinidae.